# Engelberge (femme de Guillaume le Pieux)
Pour l’article homonyme, voir Engelberge.
Engelberge ou Ingilberge (née vers 877 et décédée en 919), est la fille de Boson, comte de Vienne, roi de Provence, et d'Ermengarde, cette dernière étant fille de l'empereur d'Occident Louis II le Jeune ; elle est ainsi issue de deux familles très puissantes de l'époque. Très jeune, elle est fiancée au prince Carloman, mais ces fiançailles seront rompues peu après. Elle épouse Guillaume le Pieux, duc d'Aquitaine.

## Biographie

### Enfance et famille

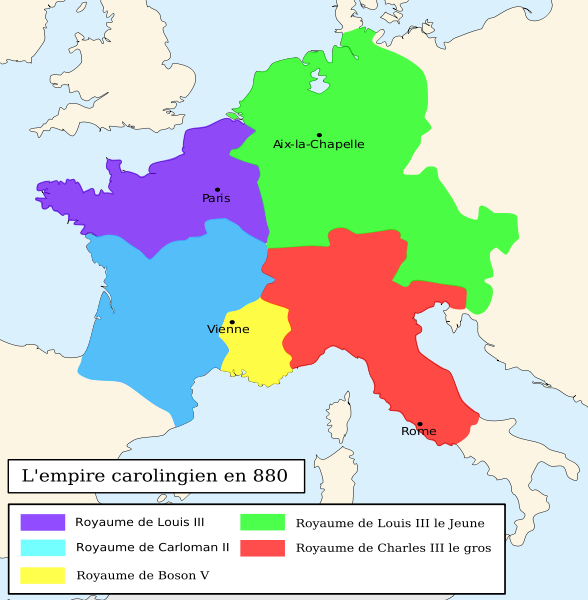
Carte en 880. En jaune : royaume de Boson ; en violet : partie de Francie occidentale de Louis III (roi des Francs) ; en bleu clair : partie de Francie occidentale de Carloman II (frère cadet de Louis III, avec qui il a été couronné en 879) ; en vert : Francie orientale, royaume de Louis III le Jeune ; en rouge : royaume de Charles III le Gros.

Engelberge naît vers 877. Son père, Boson (vers 844-887), descend des Bosonides, une importante famille de l'aristocratie chez les Francs ; il a notamment été roi (entre 879 et 880). La mère d'Engelberge, Ermengarde (852/855-896), descend quant à elle des Carolingiens, qui règnent sur les Francs à cette période. Engelberge est donc issue de deux puissantes familles. Son frère Louis (vers 882-928) sera plus tard roi de Provence et empereur d'Occident entre 901 et 905.

### Fiançailles avec Carloman
Alors qu'elle n'est encore qu'une enfant en bas âge, le 11 septembre 878, on la fiance au prince Carloman (vers 867-884), de dix ans son aîné, futur roi des Francs. Ce projet est brisé dès l'année suivante par la sédition de son père Boson, proclamé roi de Provence, ce qui déclenche une guerre avec les Carolingiens. Carloman II trouvera la mort accidentellement le 6 décembre 884 sans avoir été marié et sans descendance.

### Mariage avec Guillaume le Pieux
Vers 890-893 (avant mai 898) — âgée donc d'environ 13 à 16 ans —, elle épouse le duc d'Aquitaine Guillaume Ier d'Aquitaine (vers 875-918), aussi nommé Guillaume le Pieux. Il est possible que par ce mariage sa famille ait donné le comté de Lyon, qui était jusque-là dans le royaume de Provence, à son époux. 
Elle donne probablement naissance à des filles et à un fils, Boson,, mais qui ne pourra pas succéder à Guillaume d'Aquitaine. 
La fondation par Guillaume de l'abbaye de Cluny (en 909 ou 910), située dans le comté de Mâcon, renforce l'alliance entre les deux époux et Engelberge a un rôle dans celle-ci. Le comté de Mâcon avait fait partie des propriétés de Boson, le père d'Engelberge, mais, par ailleurs, le premier abbé de Cluny, Bernon, a des relations depuis deux décennies avec les Bosonides. Il est possible que le fait que l'abbaye de Cluny ne soit pas soumise à l'autorité de ses fondateurs mais directement à celle du pape soit relatif aux habitudes de la famille d'Engelberge, d'autant plus que celle de Guillaume avait pour habitude de conserver d'importants droits sur les abbayes pour le fondateur laïc.

### Mort
Engelberge meurt en 919. 

## Ascendance
Voir aussi Bosonides